# Altonaer Volkspark
Der heute 205 Hektar große Altonaer Volkspark in Bahrenfeld ist Hamburgs größter öffentlicher Park, dessen Kernbereich seit September 2002 unter Denkmalschutz steht.

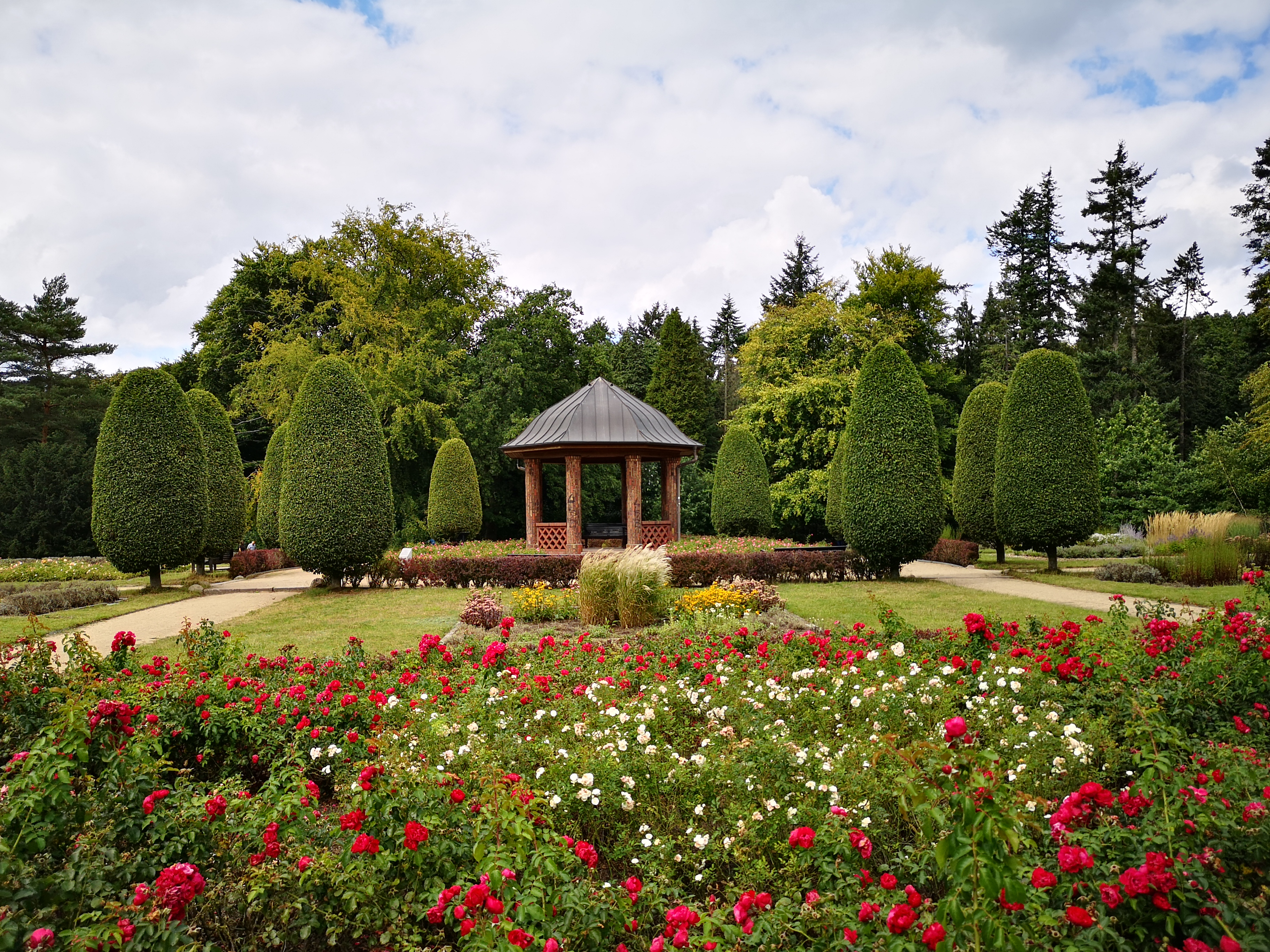
Der Schulgarten im Volkspark

## Entstehung
Bereits 1895 trat ein privates Komitee mit der Forderung an den Altonaer Magistrat heran, den eklatanten Freiflächenmangel im Interesse einer aktiven Gesundheitsfürsorge zu beheben: Das industriell geprägte, bis 1938 selbständige Altona/Elbe war seinerzeit die neben Breslau dichtestbesiedelte Großstadt im Deutschen Reich. Die Kommune erwarb seit dieser Zeit zahlreiche private Grundstücke an der Peripherie und in benachbarten Landgemeinden, unter anderem 1903 die Bahrenfelder Tannen, wo später große Teile des Volksparks entstanden.
1913 beschloss der Magistrat unter Oberbürgermeister Bernhard Schnackenburg die Anlage eines Kaiser-Wilhelm-Parks, obwohl dessen Finanzierung noch nicht gesichert war, und berief Ferdinand Tutenberg zum Gartenbaudirektor. Dieser plante den Park in bewusster Abgrenzung von der verbreiteten Gartenbauschule, nach der architektonische Elemente und Gesetzmäßigkeiten den Kunstpark dominieren (wie etwa im Ostteil des Hamburger Stadtparks) – vielmehr sollten die natürlichen Gegebenheiten und die darin vorgefundenen Materialien die Gestaltung bestimmen. 1914/15 begannen ca. 1.000 arbeitslose „Notstandsarbeiter“ mit der Herrichtung des Geländes und nahmen die Arbeiten nach einer kriegsbedingten Unterbrechung ab November 1918 wieder auf. Auch wenn die Realisierung der Tutenberg’schen Pläne die gesamte Weimarer Zeit hindurch andauerte, waren wesentliche Teile der nun Altonaer Volkspark genannten Anlage 1920 fertiggestellt. 1925 kam das städtische Altonaer Stadion dazu.

## Anlage und Ausstattung

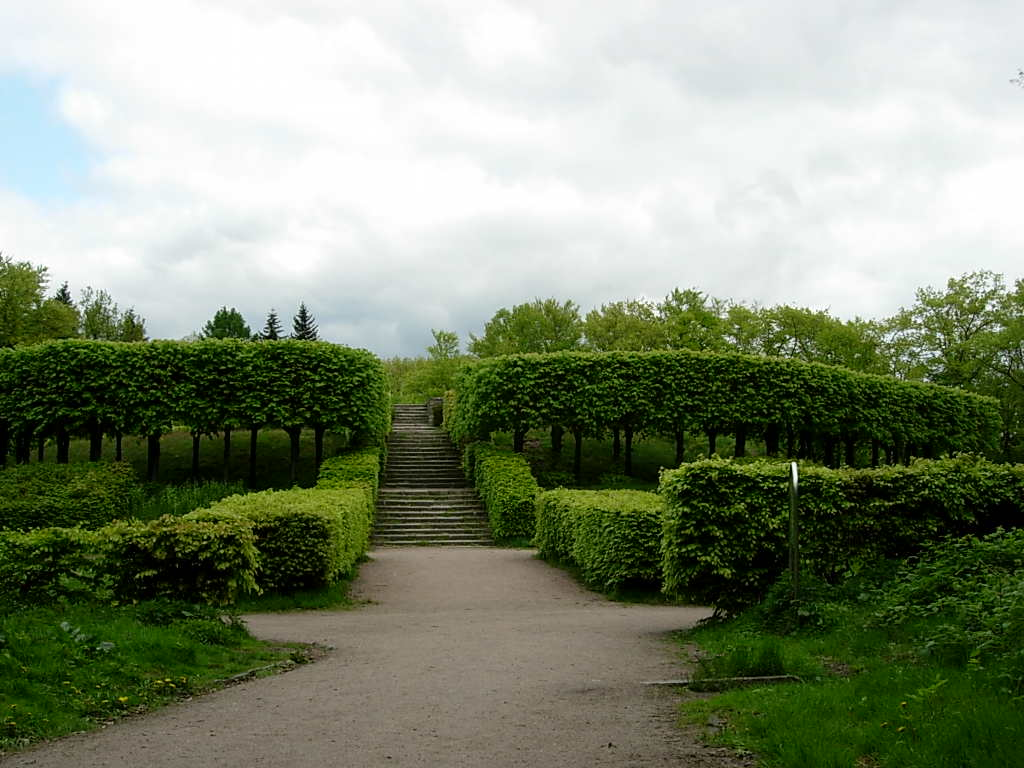
Der Tutenberg

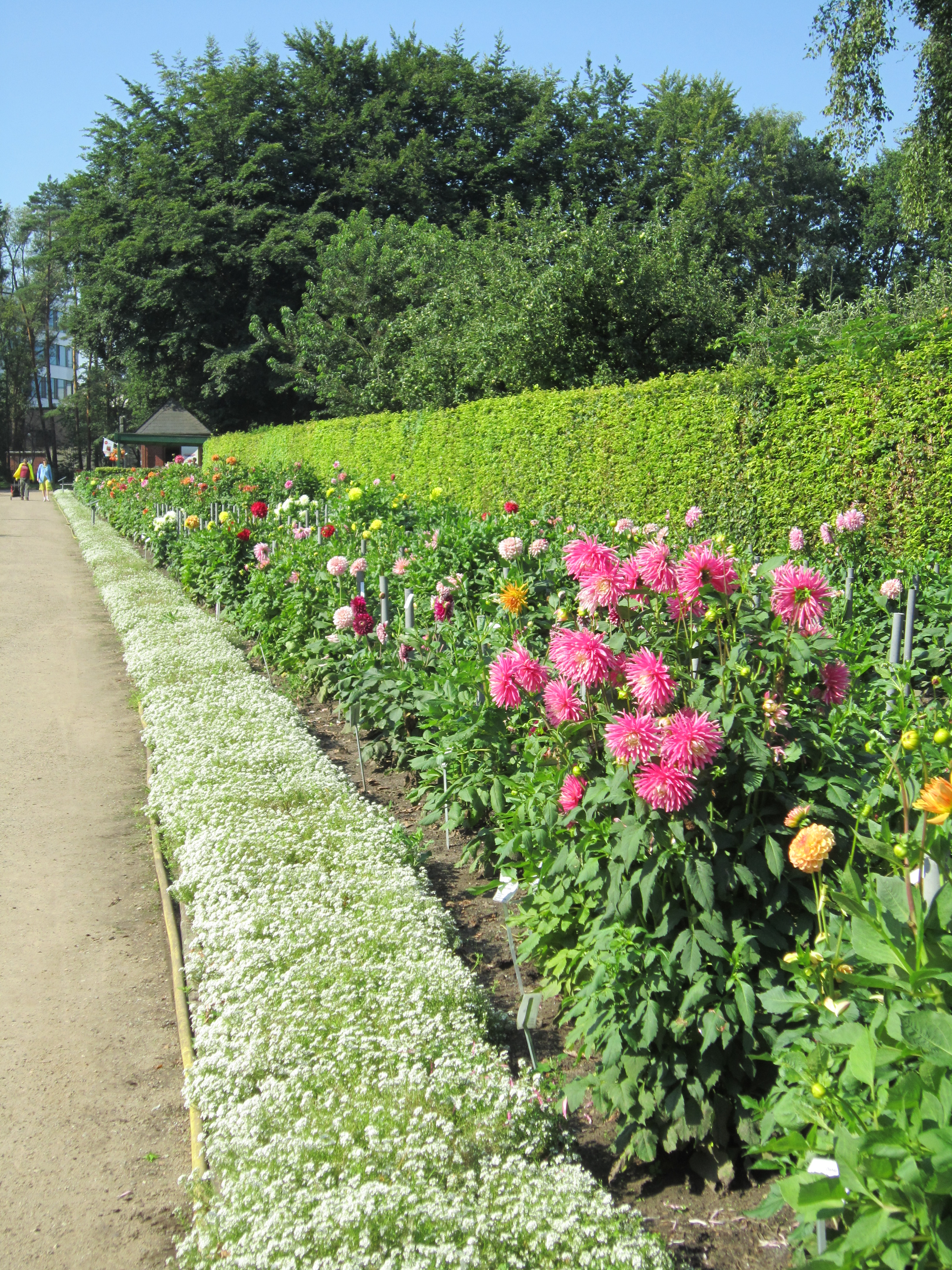
Eingang zum Dahliengarten

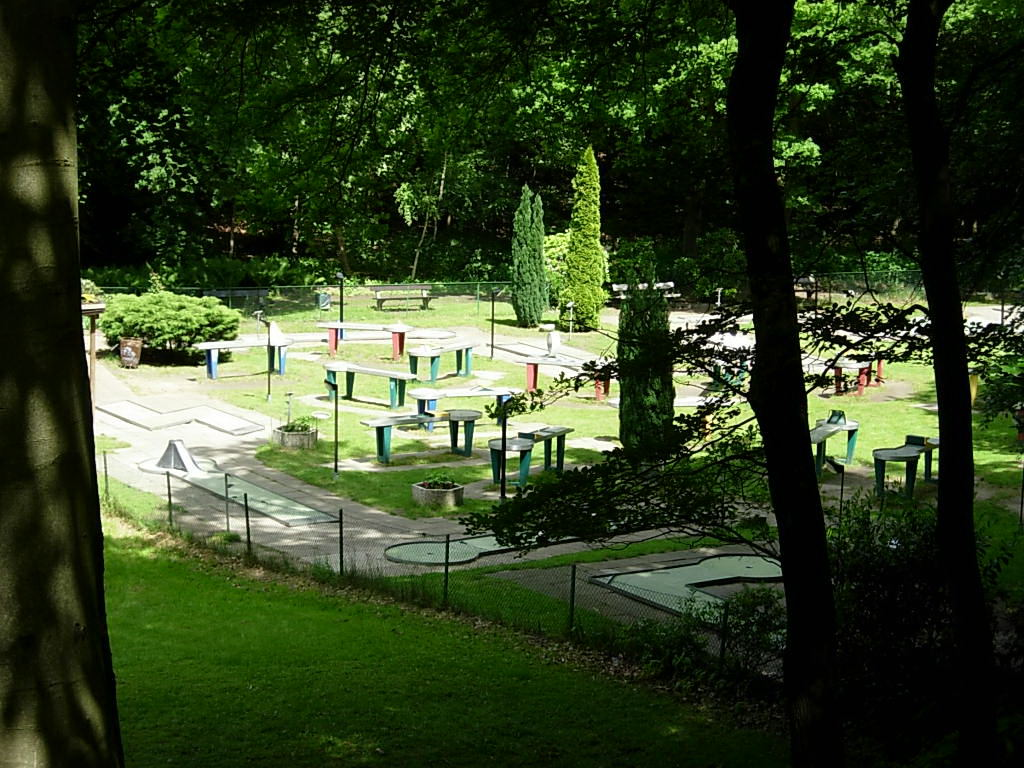
Minigolfplatz im Waldesgrund

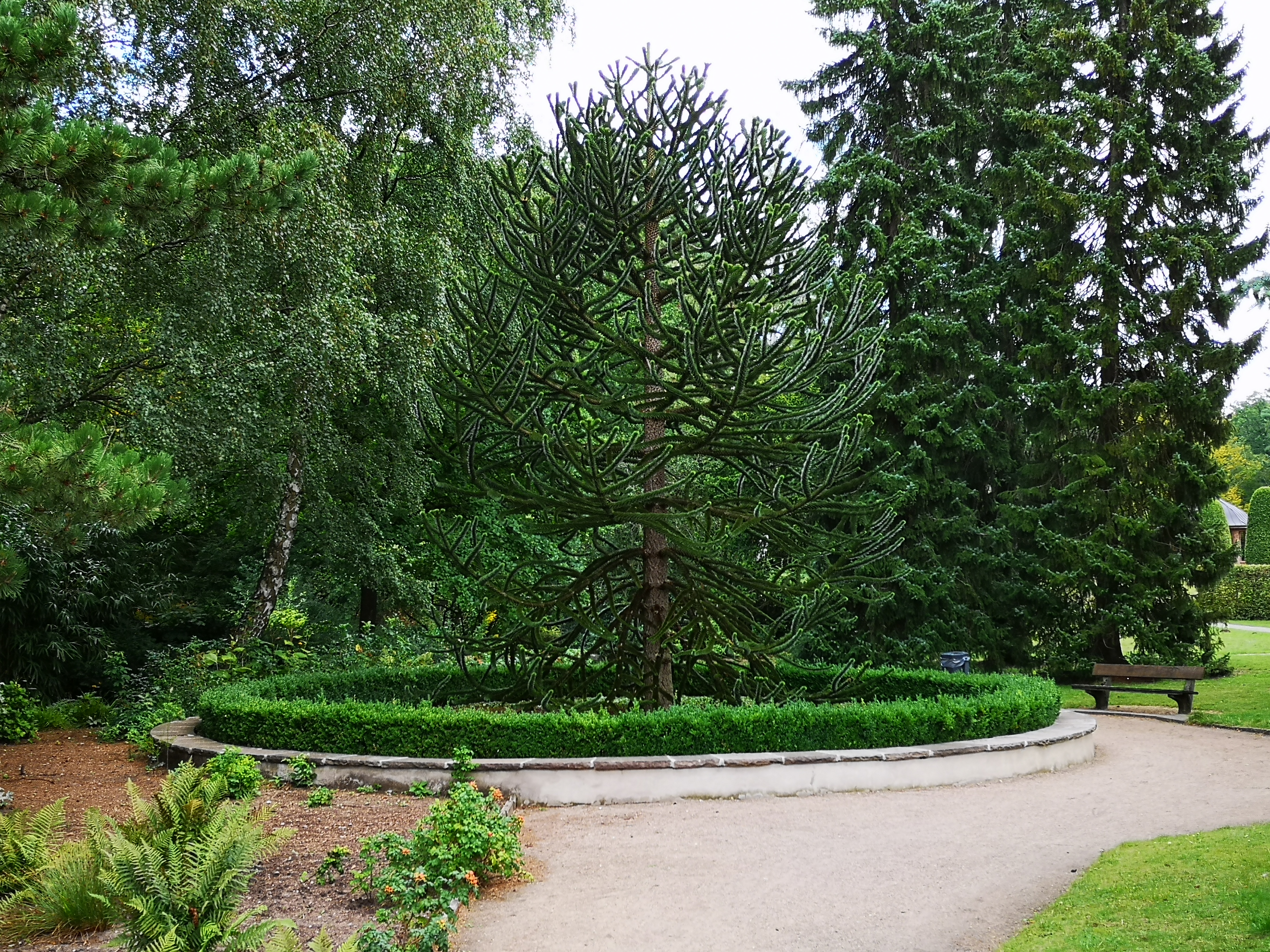
Die frühere Schlangengrube mit der Araukarie

Strukturiert durch ein weitläufiges axiales Wegenetz und eingebettet in einen großflächigen Wald mit steilen Hügeln und tiefen Schluchten, existiert – entsprechend der Konzeption als Park für das Volk – ein breit gefächertes Angebot an Erholungs-, Bildungs- und Freizeitmöglichkeiten: Spiel- und Liegewiesen, Minigolfanlage, Europas ältester Dahliengarten mit rund 40.000 Pflanzen (eine touristische Attraktion, die seit 1932 existiert), ein Schul-, Stauden- und Rosengarten, Waldlehrpfad, Heckentheater, mehrere Aussichtspunkte (darunter der streng geometrisch angelegte, terrassierte Tutenberg) sowie das ursprünglich gärtnerisch gestaltete Schleswig-Holstein-Modell.
Im Schulgarten befindet sich ein kreisrunder ummauerter Bereich mit einem Durchmesser von etwa 10 Metern, in dessen Mitte eine große Araukarie steht. Hierin befand sich in den 1950er Jahren eine Schlangengrube, in der Kreuzottern zur Anschauung gehalten wurden.
Einkehr ermöglichen ein nach Altona versetztes niedersächsisches Bauernhaus mit Kaffee- und Biergarten sowie eine „Milchwirtschaft“; ebenfalls innerhalb des Parks liegen eine Grundschule und ein Kinderheim.
Den Volkspark umschließt ein Kranz weiterer Nutzungen, namentlich die Bahrenfelder Trabrennbahn (bereits seit 1867), der nach Tutenbergs Plänen 1923 angelegte Altonaer Hauptfriedhof sowie Kleingartenanlagen. Heutzutage nicht mehr vorhanden sind der 1931 angelegte Paddelsee (trocken gefallen Mitte der 1930er), das grundwassergespeiste Freibad (eröffnet 1927) und die Bornmoorwiese (beide seit dem Bau zweier Arenen – s. u.).

## Natur
Aufgrund seiner waldartigen Struktur und Größe brütet im Volkspark eine Vielzahl von Waldvögeln, wie Habicht, Sperber, Waldkauz, Waldohreule, Grünspecht, Waldlaubsänger, Trauerschnäpper, Haubenmeise und als Seltenheit der Baumfalke.

## Gegenwärtige Situation
- Mit der Zunahme des Individualverkehrs seit den 1970er Jahren wurde der Park mehr und mehr von den umliegenden Stadtteilen abgeschnitten: zu den ausgedehnten Flächen der Bahnstrecke Richtung Schleswig-Holstein kam die Autobahn A 7 mitsamt ihren mehrspurigen Erschließungsstraßen; geplant war außerdem eine „Ortsumgehung Bahrenfeld“ durch den Südteil des Parks. Insbesondere seit der Jahrtausendwende wirken zudem große, asphaltierte Verkehrsflächen tief in die Erholungsflächen hinein (Parkplatz Braun nahe der Anschlussstelle HH-Volkspark, dauerhafte Umwandlung der Bornmoorwiese zum Parkplatz Rot).
- Zwar führen einige Buslinien zum Park, aber die S-Bahnhöfe Stellingen und Eidelstedt liegen relativ weit entfernt. Pläne für eine direkte Stadtbahnanbindung von Altona oder Eimsbüttel Richtung Lurup/Osdorfer Born wurden schon vom rot-grünen Senat unter Ortwin Runde (1997–2001) nur halbherzig verfolgt und liegen seither gänzlich auf Eis.
- Durch die Neubauten von Volksparkstadion, Barclays Arena und q.beyond Arena für Eis- bzw. Ballsportarten Anfang des 21. Jahrhunderts wurden die Flächen rund um das Stadion inzwischen privatisiert.

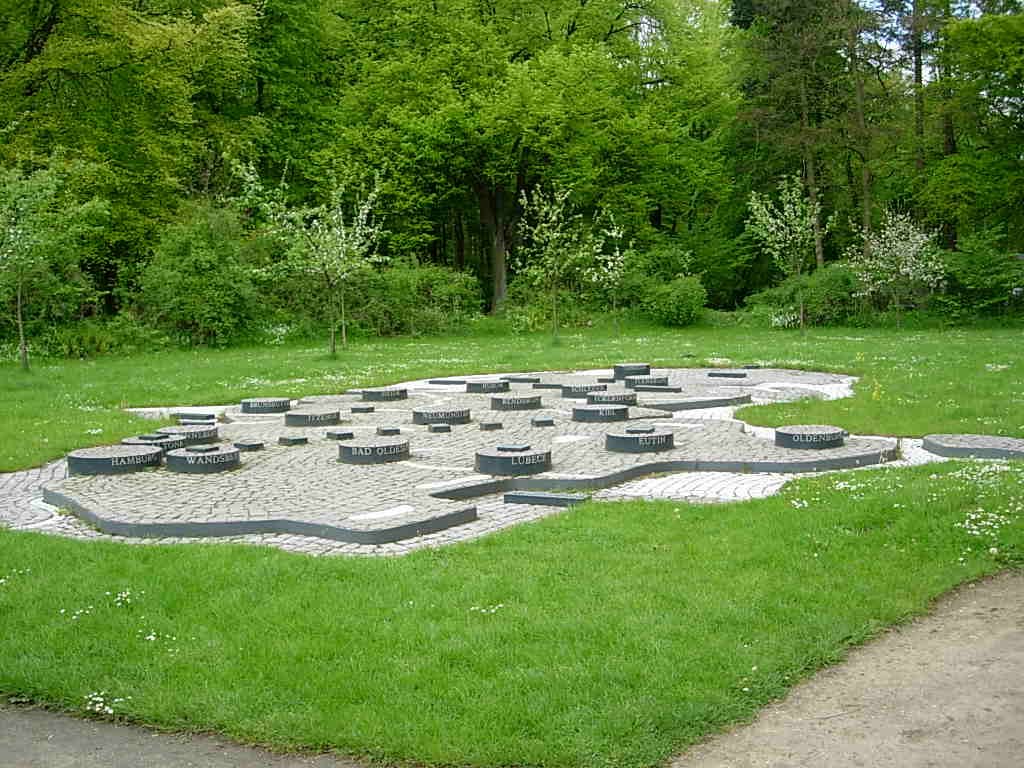
Das neue Schleswig-Holstein-Modell

- Kommunale Finanzprobleme führen zu reduzierten Pflegemaßnahmen: so hatte die Gartenbauabteilung das aus den 1920er Jahren stammende, gärtnerisch angelegte Schleswig-Holstein-Modell 1998 einfach untergepflügt, musste es auf Beschluss der Bezirksversammlung aber wiederherstellen – wenn auch nur in einer steinernen, weniger pflegeintensiven Form.
- Trotz dieser Probleme ist der stadtnahe Park beliebt und wird intensiv genutzt. Umso überraschender war es, dass im März 2005 Hamburgs Oberbaudirektor Jörn Walter mit der Erklärung an die Öffentlichkeit trat, den Charakter des Volksparks durch Eingriffe in den Waldbestand zugunsten einer „zeitgemäßeren“ Nutzung (Sportpark im Volkspark) zu verändern. An dieser Absicht hielt die Baubehörde trotz Kritik fest: Im Mai 2005 wurde Jack Rouse Associates, eine US-Firma, die auch in die Planung der Autostadt Wolfsburg eingebunden war, mit der Erarbeitung eines „aufwertenden“ Konzeptes beauftragt. In den Haushaltsplanungen der folgenden Jahre war für das Vorhaben jedoch kein Platz.[2]